# Rul Gunzenhäuser

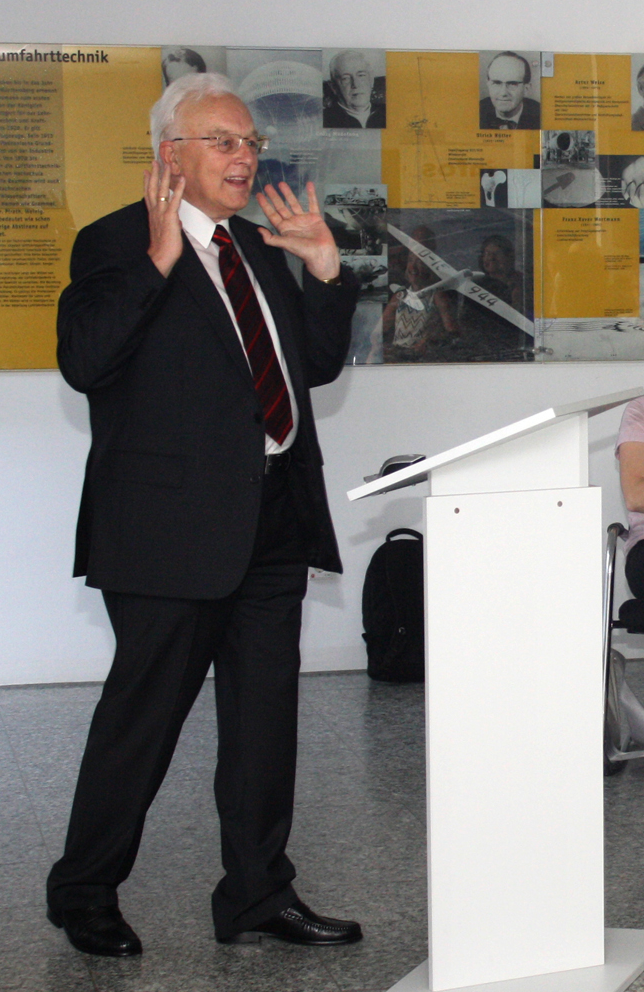
Rul Gunzenhäuser

Rul Gunzenhäuser (* 4. September 1933 in Stuttgart; † 14. Februar 2018) war ein deutscher Informatiker und Professor für Dialogsysteme an der Universität Stuttgart. 

## Leben
Rul Gunzenhäuser studierte Mathematik, Physik und Philosophie an der TH Stuttgart und an der Universität Tübingen. 1962 wurde er mit der Arbeit „Ästhetisches Maß und ästhetische Information“ an der TH Stuttgart bei Max Bense promoviert. In dieser Dissertation finden statistisch-mathematische Verfahren Anwendung in der Text-Ästhetik. Von 1962 bis 1966 war er wissenschaftlicher Assistent am Rechenzentrum der TH Stuttgart. Er war als Associate Professor an der State University of New York tätig und lehrte danach an der Pädagogischen Hochschule Esslingen Angewandte Mathematik und ihre Didaktik. Von 1973 bis 1999 war Gunzenhäuser Universitätsprofessor an der Universität Stuttgart und Leiter der Abteilung Dialogsysteme im Institut für Informatik.

## Wirken
Gunzenhäuser war Autor von Büchern und zahlreichen wissenschaftlichen Publikationen. Er prägte durch seine Forschung und Lehre maßgeblich die Software-Ergonomie in Deutschland (heute Mensch-Computer-Interaktion) und frühe Formen des rechnerunterstützten Lernens (heute E-Learning). Ein weiterer Forschungsschwerpunkt lag auf der Entwicklung von Benutzungsschnittstellen für Blinde und Sehbehinderte. Mit dem Bild der Informatik in der Öffentlichkeit hat er sich in dem Buch „Schuld sind die Computer!“ umfassend auseinandergesetzt.

## Auszeichnungen und Ehrungen
- 1994: Bundesverdienstkreuz Erster Klasse des Verdienstordens der Bundesrepublik Deutschland
- 1995: Ehrenpromotion der Fakultät für Informatik der Technischen Universität Dresden zum Dr.-Ing. E. h.
- 2003: Fellow der Gesellschaft für Informatik (GI)[8]